# Duolandrevus kotoshoensis
Duolandrevus kotoshoensis är en insektsart som beskrevs av Oshiro 1989. Duolandrevus kotoshoensis ingår i släktet Duolandrevus och familjen syrsor. Inga underarter finns listade i Catalogue of Life.